# Anacroneuria ohausiana
Anacroneuria ohausiana är en bäcksländeart som först beskrevs av Günther Enderlein 1909.  Anacroneuria ohausiana ingår i släktet Anacroneuria och familjen jättebäcksländor. Inga underarter finns listade i Catalogue of Life.